# Gran Premio Industria e Commercio di Prato 2013
Il Gran Premio Industria e Commercio di Prato 2013, sessantottesima edizione della corsa e valida come evento dell'UCI Europe Tour 2013, si svolse il 22 settembre 2013, per un percorso totale di 181,5 km. Fu vinto dall'italiano Gianfranco Zilioli che giunse al traguardo con il tempo di 4h30'30" alla media di 40,25 km/h.
Al traguardo 41 ciclisti portarono a termine la gara.

## Squadre partecipanti
| N.      | Cod. | Squadra                      |
| ------- | ---- | ---------------------------- |
| 1-8     | AND  | Androni Giocattoli-Venezuela |
| 11-18   | VIN  | Vini Fantini-Selle Italia    |
| 21-28   | CAN  | Cannondale Pro Cycling       |
| 31-38   | KAT  | Katusha Team                 |
| 41-48   | RVL  | RusVelo                      |
| 51-58   | COL  | Colombia                     |
| 61-68   | BAR  | Bardiani Valvole-CSF Inox    |
| 71-78   | AS2  | Continental Team Astana      |
| 81-88   | MKT  | Meridiana-Kamen Team         |
| 91-98   | CEF  | Ceramica Flaminia-Fondriest  |
| 101-108 | AMO  | Amore & Vita                 |
| 111-118 | UNA  | Utensilnord-Ora24.eu         |
| 121-128 | COL  | Colombia                     |

## Ordine d'arrivo (Top 10)
| Pos. | Corridore            | Squadra       | Tempo    |
| ---- | -------------------- | ------------- | -------- |
| 1    | Gianfranco Zilioli   | Androni       | 4h30'30" |
| 2    | Miguel Ángel Rubiano | Androni       | a 18"    |
| 3    | Maciej Paterski      | Cannondale    | s.t.     |
| 4    | Daniel Moreno        | Katusha Team  | s.t.     |
| 5    | Franco Pellizotti    | Androni       | s.t.     |
| 6    | Jurij Trofimov       | Katusha Team  | a 21"    |
| 7    | Giampaolo Caruso     | Katusha Team  | a 27"    |
| 8    | Sonny Colbrelli      | Bardiani      | a 1'16"  |
| 9    | Rafael Andriato      | Vini Fantini  | s.t.     |
| 10   | Nicola Dal Santo     | Cer. Flaminia | s.t.     |